# Петер, Бабетт
Бабетт Петер (нем. Babett Peter; род. 12 мая 1988, Ошац, Лейпциг) — немецкая футболистка, выступающая на позиции защитника. Чемпион мира (2007), чемпион Европы (2009), бронзовый призёр летних Олимпийских игр (2008).

## Карьера

### Клубная
Петер начала играть в футбол в начальной школе. В возрасте девяти лет уже выступала в молодёжной команде «Ошац». Позже она перешла в ЖФК «Локомотив» (Лейпциг). Во время сезона 2005/06 перешла в футбольный клуб «Турбине», за который выступала вплоть до 2012 года. В 2012—2014 годах выступала в составе клуба «Франкфурт». В 2014 году перешла в «Вольфсбург». На текущий момент за свою клубную карьеру приобрела титулы победителя Лиги чемпионов УЕФА, пятикратного чемпиона Германии, двукратного обладателя кубка Германии.

### В сборной
С 2003 года выступала за юношеские и молодёжные сборные Германии. 9 марта 2006 года дебютировала в составе основной национальной сборной в матче против Финляндии. Первый гол забила 1 марта 2010 года в ворота сборной Китая.

#### Голы за сборную
| Голы Бабетт Петер за сборную Германии | Голы Бабетт Петер за сборную Германии | Голы Бабетт Петер за сборную Германии | Голы Бабетт Петер за сборную Германии | Голы Бабетт Петер за сборную Германии | Голы Бабетт Петер за сборную Германии | Голы Бабетт Петер за сборную Германии |
| №                                     | Дата                                  | Место                                 | Соперник                              | Счёт                                  | Итог                                  | Турнир                                |
| ------------------------------------- | ------------------------------------- | ------------------------------------- | ------------------------------------- | ------------------------------------- | ------------------------------------- | ------------------------------------- |
| 1.                                    | 1 марта 2010                          | Фару, Португалия                      | Китай                                 | 4:0                                   | 5:0                                   | Кубок Алгарве 2010                    |
| 2.                                    | 19 ноября 2011                        | Висбаден, Германия                    | Казахстан                             | 13:0                                  | 17:0                                  | Чемпионат Европы 2013 (отбор)         |
| 3.                                    | 19 ноября 2011                        | Висбаден, Германия                    | Казахстан                             | 14:0                                  | 17:0                                  | Чемпионат Европы 2013 (отбор)         |
| 4.                                    | 19 ноября 2011                        | Висбаден, Германия                    | Казахстан                             | 17:0                                  | 17:0                                  | Чемпионат Европы 2013 (отбор)         |

## Личная жизнь
В настоящее время состоит в отношениях с американской футболисткой Эллой Масар. В сентябре 2020 года Масар родила мальчика.

## Достижения

### Клубные
- Лига чемпионов УЕФА: победитель 2009/10
- Чемпионат Германии: победитель (5) 2005/06, 2008/09, 2009/10, 2010/11, 2011/12
- Кубок Германии: победитель (2) 2005/06, 2013/14

### В сборной
- Чемпионат мира: победитель 2007
- Чемпионат Европы: победитель 2009
- Олимпийские игры: бронзовый призёр 2008
- Кубок Алгарве: победитель (3) 2006, 2012, 2014
- Чемпионат Европы (до 19 лет): победитель 2006

### Индивидуальные
- Серебряный лавровый лист[8]
- Медаль Фрица Вальтера в золоте[9]